# Civilsk
Civilsk (rusky Циви́льск, čuvašsky Çĕрпӳ) je město v Čuvašské republice Ruské federace. Leží blízko soutoku Malého Civilu s Velkým Civilem, kterým vzniká řeka Civil, zhruba 33 kilometrů jihovýchodně od Čeboksar, hlavního města republiky, a zhruba 780 kilometrů východně od Moskvy, hlavního města federace.
V roce 2010 žilo v Civilsku zhruba 13 tisíc obyvatel.